# Faqous
Faqus oder Fakus (arabisch فاقوس, DMG Fāqūs) ist eine Stadt im Nildelta Ägyptens innerhalb des Gouvernement asch-Scharqiyya mit ca. 108.000 Einwohnern.
In der römischen Antike hieß die Stadt Phacusa (lat.) oder Phakousa  (Φάκουσα, gr.) und war in christlicher Zeit ein Bischofssitz, der dem Erzbistum Pelusium zugeordnet war. Die Römisch-Katholische Kirche führt bis heute ein Titularbistum Phacusa.

## Klima
Laut der Klimaklassifikation nach Köppen und Geiger herrscht in Faqous ein heißes Wüstenklima (Bhw).

## Bevölkerungsentwicklung
| Zensusjahr | Einwohnerzahl |
| ---------- | ------------- |
| 1996       | 56.237        |
| 2006       | 78.405        |
| 2018       | 107.819       |